# Ruffles and flourishes
Ruffles and flourishes zijn een vorm van - aan ceremoniële muziek voorafgaand - muzikaal eerbetoon in de Verenigde Staten. Ze zijn vergelijkbaar met de ereroffels die in Nederland voorafgaan aan de parademars Mars van de jonge Prins van Friesland. De Ruffles (het geroffel) worden verzorgd door de troms, de flourishes door de natuurbugel. Afhankelijk van de rang, of maatschappelijke stand van degene voor wie de muziek gespeeld wordt begint het stuk met één, twee, drie of vier Ruffles and flourishes. Voor de president, vicepresident, en hoge militairen zijn het er vier.

## Voorbeeld
- "Hail to the Chief" gespeeld door de Navy Band, voorafgegaan door vier Ruffles and flourishes (MP3)